# Sydney Keith-Falconer, 11. Countess of Kintore
Ethel Sydney Keith-Falconer, 11. Countess of Kintore (* 20. September 1874; † 21. September 1974), durch Ehe auch Sydney Baird, Viscountess Stonehaven, war eine britische Peeress.

## Leben
Sydney Keith-Falconer war das älteste Kind von Algernon Keith-Falconer, 9. Earl of Kintore, aus dessen Ehe mit Lady Sydney Charlotte Montagu, Tochter des George Montagu, 6. Duke of Manchester.
1905 heiratete sie in London den Unterhausabgeordneten John Baird (1874–1941). Ihr Gatte war der älteste Sohn des Sir Alexander Baird, 1. Baronet, und erbte 1920 dessen Adelstitel als Baronet, of Urie. 1925 wurde ihr Gatte zum Baron Stonehaven erhoben, war von 1925 bis 1931 Generalgouverneur von Australien, wurde 1938 zum Viscount Stonehaven erhoben und starb 1941.
Als ihr kinderloser Bruder Arthur Keith, 10. Earl of Kintore 1966 starb, erbte sie aus eigenem Recht dessen auch in weiblicher Linie erblichen Titel als 11. Countess of Kintore und 11. Lady Keith of Inverurie and Keith Hall. Sie wurde dadurch auf Lebenszeit Mitglied des House of Lords.
Als sie 1974, einen Tag nach ihrem 100. Geburtstag starb, war sie das älteste Mitglied des House of Lords.
Ihre Adelstitel fielen an ihren ältesten Sohn Ian, der als Chief des Clan Keith den Familiennamen Keith annahm und 1941 bereits die Titel seines Vaters als 2. Viscount Stonehaven geerbt hatte.

## Nachkommen
Aus ihrer Ehe mit John Baird, 1. Viscount Stonehaven, hatte sie zwei Söhne und drei Töchter:
- Lady Annette Sydney Helen Mary Baird (1905–1950), ⚭ 1925 Michael Henry Mason;
- (James) Ian Keith, 12. Earl of Kintore, 2. Viscount Stonehaven (1908–1989), ⚭ 1935 Delia Virginia Loyd († 2007);
- Hon. (Robert Alexander) Greville Baird (1910–1943), Squadron Leader der Royal Air Force, ⚭ 1939 Dorviegelda Malvina MacGregor;
- Lady Ariel Olivia Winifred Baird (1916–2003), Hofdame der Princess Alice, Countess of Athlone, ⚭ 1946–1958 Kenneth Keith, Baron Keith of Castleacre;
- Lady (Hilda) Ava Fiona Nancy Baird (* 1919), ⚭ 1845 Ronald Fulton Lucas Chance.